# Шёнборн (Нижняя Лужица)
Шёнборн (нем. Schönborn) — община в Германии, в земле Бранденбург.
Входит в состав района Эльба-Эльстер. Подчиняется управлению Эльстерланд. Население составляет 1593 человек (на 31 декабря 2013 года). Занимает площадь 38,46 км².
Коммуна подразделяется на 4 сельских округа.
| Год  | Население |
| ---- | --------- |
| 2005 | 1908      |
| 2010 | 1694      |